# Ooencyrtus crassulus
Ooencyrtus crassulus är en stekelart som beskrevs av Prinsloo och Annecke 1978. Ooencyrtus crassulus ingår i släktet Ooencyrtus och familjen sköldlussteklar. Inga underarter finns listade i Catalogue of Life.